# XEW-AM
La XEW-AM, també coneguda pel seu nom comercial W Radio, és una estació de ràdio de la Ciutat de Mèxic. És una de les estacions més antigues de Mèxic. Ha començat a transmetre a partir de 1930. Transmet en els 900 kHz de la banda d'Amplitud Modulada, canal lliure internacional. Des de 2006, transmet simultàniament amb l'estació XEW-FM als 96.9 MHz en Freqüència Modulada. Compta amb 26 estacions afiliades dins del país.

## Història
XEW-AM va inaugurar les emissions el 18 de setembre de 1930 a les vuit del vespre (hora local) a Ciutat de Mèxic als alts del cine Olimpia de la Ciutat de Mèxic al carrer 16 de Septiembre número 9. La transmissió va començar amb l'Himne a l'Alegria de Ludwig Van Beethoven interpretada per Miguel Lerdo de Tejada i l'Orquestra Típica de la Policia. El locutor Leopoldo de Samaniego va pronunciar part de les primeres paraules: 
| «                       | “Amics, aquesta és la XEW, ‘la veu d'Amèrica Llatina des de Mèxic’” | » |
| — Leopoldo de Samaniego |                                                                     |   |

Inicialment el transmissor només tenia 5 kW de potència, tot i que aquesta va augmentar a 50 kW el 1934. Amb la instal·lació de nous transmissors, la potència es va convertir en 250 kW el 1935 i hi va romandre més de vuitanta anys, el que fa que XEW-AM és l'estació de ràdio AM més potent a Amèrica del Nord.
Va ser la primera emissora de la Ciutat de Mèxic a la Cadena de las Américas d'Emilio Azcárraga Vidaurreta, el precursor de la televisió actual la unitat de ràdio que encara és propietària de XEW-AM. XEW-AM estava originalment afiliat a la NBC Radio Network; les seves futures emissores germanes haurien afiliació a xarxes rivals, XEQ-AM amb CBS i XEX-AM amb Mutual. A mesura que la ràdio a Mèxic evolucionava amb el creixement del país i la creació de més emissores de ràdio, XEW-AM es va convertir en el vaixell insígnia a la xarxa de ràdio més gran del país. Diverses estacions de ràdio i televisió han derivat els seus signes de trucada de ràdio i televisió XEW, totes elles afiliades en un moment o altre a Televisa.
A l'octubre de 2001, l'empresa espanyola Grup Prisa va adquirir 50% de les accions de Televisa Radio, que agrupa disset estacions de ràdio; una de les seves primeres decisions va ser transmetre simultàniament la mateixa programació a XEW-AM i XEW-FM. Televisa Radio forma part del Grup Llatí de Ràdio (GLR). La programació de Televisa Ràdio s'emet en 88 estacions del Grupo Radiorama, amb un 90% de cobertura del territori mexicà. A mitjan 2011, W Radio deixen d'emetre en 88 estacions en territori mexicà quedant solament la Ciutat de Mèxic i Guadalajara.
XEW-AM, ara amb el nom de W Radio, és l'emissora insígnia de la cadena W Radio México, i actualment transmet des de la Calçada de Tlalpan, en l'Alcaldia Coyoacán, juntament amb altres estacions de Televisa Radio.
El format W Ràdio del Grup Llatí de Ràdio està present a Colòmbia, Mèxic i Estats Units d'Amèrica.
El 17 de juliol de 2019, es va anunciar que Grup Televisa va vendre la seva participació accionarial de 50% en Sistema Radiópolis —que integra a estacions com W Radio, Los 40 i la Ke Buena— a Grupo Alemán, de Miguel Alemán Velasco i Miguel Alemán Magnani. per mil 248 milions de pesos. Amb això, Televisa, a través de la seva divisió Televisa Radio, es va retirar de la radiodifusió a Mèxic després de 89 anys en el mitjà.